# Daichi Fukushima
Daichi Fukushima (født 1. august 1977) er en tidligere japansk fodboldspiller.
Han har spillet for flere forskellige klubber i sin karriere, herunder Ventforet Kofu.